# East 15 Acting School
East 15 Acting School (również jako East 15 lub E15) – szkoła teatralna w Loughton, w hrabstwie Essex w Anglii. Od początku XXI wieku jest wydziałem Uniwersytetu Essex.

## Nazwa szkoły
E15 – to kod pocztowy dzielnicy Stratford we wschodnim Londynie, w której szkoła została zawiązana przy The Theatre Royal Stratford.

## Charakterystyka
Szkołę założyła w 1961 roku Margaret Walker-Bury. W  latach 60. i 70. XX wieku placówka zyskała sławę dzięki nowatorskim podówczas warsztatom teatralnym prowadzonym przez Joan Littlewood. Uczelnia kształci obecnie na kierunkach: – aktorstwo; – reżyseria; – produkcja; – techniczna obsługa widowisk. Szkoła jest akredytowana przez Drama UK. Absolwenci szkoły zyskują też członkostwo w Actors' Equity Association – amerykańskim związku zawodowym aktorów. Stopnie naukowe po studiach w East 15 są przyznawane przez Uniwersytet Essex, w którego skład szkoła weszła w 2000 roku. Od tego czasu E15 ma uprawnienia nadawania wszystkich trzech stopni naukowych (BA, MA, PhD). Po połączeniu z uniwersytetem i dofinansowaniu kwotą ponad 13 milionów funtów, znacznie rozbudowano jej infrastrukturę i możliwości kształcenia. Obok dotychczasowej siedziby w Loughton przy wschodniej granicy Londynu, gdzie mieści się 28 sal, dysponuje ona również studiami produkcyjnymi i salami warsztatowymi w Southend-on-Sea. Wyremontowano tam i zaadaptowano na potrzeby akademickie wiktoriański kościół w stylu gotyckim z ok. 1865 roku – dziś  Clifftown Theatre (przy ul. Nelsona). Zmiana funkcji obiektu z kościoła kongregacyjnego kosztowała 10 milionów funtów. Jest to drugi teatr szkoły, pierwszy – The Corbett Theatre działa w Loughton. Po włączeniu szkoły w struktury uniwersytetu wybudowano bibliotekę w Loughton. Szkoła opiera swoją metodykę na teoriach m.in. Konstantina Stanisławskiego, Michaela Czechowa, Rudolfa Labana, Jerzego Grotowskiego, Jacquesa Lecoqa, Petera Brooka czy Sanforda Meisnera. Uczelnia prowadzi również zagraniczne programy akademickie m.in. w Moskwie. W Wielkiej Brytanii na East 15 studiuje rocznie około 800 studentów z ponad 26 krajów. Przeważają kobiety (58% do 42%). Studenci mogą ubiegać się m.in. o stypendium BAFTA, pierwsze zostało przyznane w 2015 roku w wysokości 6 tysięcy funtów. Szkole przyznawane są również stypendia BBC Radio Drama Department.  E15 ukończyły m.in. aktorki brytyjskiego reżysera kina zaangażowanego społecznie Mike'a Leigh: Alison Steadman, Janine Drzewicki czy Ruth Sheen. Absolwentami szkoły są również: Stephen Daldry – reżyser m.in. „Godzin” i „Lektora” oraz Oliver Tobias – najbardziej znany z „Hair”.

## Ranking
W 2017 roku E15 znalazła się na trzecim miejscu wśród najlepszych uczelni teatralnych w Wielkiej Brytanii w rankingu dziennika The Guardian.